# 野迫川村立野迫川小中学校
野迫川村立野迫川小中学校（のせがわそんりつ のせがわしょうちゅうがっこう）は、奈良県吉野郡野迫川村大字北股にある義務教育学校。

## 概要
野迫川村唯一の公立学校である。へき地等級2級に指定されている。野迫川村立へきち保育所も併設されている。

## 沿革

### 前史
- 2013年（平成25年）4月 - 野迫川村立野迫川小学校および野迫川村立野迫川中学校の校舎を一つ[3]とし、入学式や始業式、終業式なども一緒に行うこととした。

### 統合後
- 2021年（令和3年）
  - 4月1日 - 野迫川小学校、野迫川中学校の統合により開校[4]。
  - 4月7日 - 開校式と第1回入学式挙行。野迫川村長から児童代表に校旗が授与された。なお、最初の新入生は4名[4]で、この4名を含め、全校児童生徒9名でスタートを切った[5]。ただし、開校時点では、後期課程（中学校）の生徒はゼロであった。

## 通学区域
- 野迫川村全域

## 在籍者数

### 前期課程
| 学年 | 1年 | 2年 | 3年 | 4年 | 5年 | 6年 | 特別支援   | 合計 |
| ---- | --- | --- | --- | --- | --- | --- | ---------- | ---- |
| 学級 | 1   | 1   | 1   | 1   | 1   | 1   | 1          | 7    |
| 児童 | 1   | 1   | 4   | 1   | 1   | 2   | 1 （内数） | 10   |

- 2023年時点[6]。

### 後期課程
| 学年 | 1年 | 2年 | 3年 | 特別支援   | 合計 |
| ---- | --- | --- | --- | ---------- | ---- |
| 学級 | 0   | 1   | 0   | 1          | 2    |
| 生徒 | 1   | 1   | 0   | 1 （内数） | 2    |

- 2023年時点[7]。

## 学校周辺
- 奈良県道733号川津高野線
  - 他は、住宅や山林のみ。また、和歌山県境も近い。

## アクセス
- 南海りんかんバス立里線「荒神口」バス停下車後、徒歩約230m・約4分。
  - 南海電鉄高野線高野下駅から、上述の路線バスで、「荒神口」バス停下車後、徒歩。
- 野迫川村役場から、
  - 車で約1～2分。
  - 徒歩約15分。
- JR西日本和歌山線橋本駅から、車で約1時間。

## 通学区域が隣接している学校

### 小学校
- 県内
  - 十津川村立十津川第一小学校
  - 五條市立五條南小学校
- 和歌山県
  - 高野町立富貴小学校
  - 高野町立高野山小学校
  - 高野町立花坂小学校
  - かつらぎ町立梁瀬小学校
  - 有田川町立八幡小学校
  - 田辺市立龍神小学校

### 中学校
- 県内
  - 十津川村立十津川中学校
  - 五條市立五條中学校
- 和歌山県
  - 高野町立高野山中学校
  - かつらぎ町立笠田中学校
  - 有田川町立八幡中学校
  - 田辺市立龍神中学校